# Aimco
Apartment Investment and Management Company (Aimco), (NYSE: AIV), är en amerikansk trust inom fastighetssektorn och är en av USA:s största bolag som äger– och utför facility management i lägenhetsgemenskaper och grindsamhällen i 38 amerikanska delstater, D.C. samt Puerto Rico och har mer än 250 000 hyresgäster. 